# Sphinx asiaticus
Sphinx asiaticus är en fjärilsart som beskrevs av Butler 1875. Sphinx asiaticus ingår i släktet Sphinx och familjen svärmare. Inga underarter finns listade i Catalogue of Life.